# Deçani
Deçani (albanska: Deçan med böjningsformen Deçani; serbiska: Дечани, Dečani) är en ort i västra Kosovo, känd för den ortodoxa kyrkan Manastiri Deçanit (serbisk kyrilliska: Vidoni Dečani, Манастир Високи Дечани; albanska: Manastiri i Deçanit). Det högsta berget i området, Gjeravica, når en höjd på 2522 meter över havet.

## Personer
- Ramush Haradinaj - politiker